# Gibibit
En Gibibit er en afledt enhed for information eller computerlager.
- 1 Gibibit = 230 bit = 1 073 741 824 bit

Mebibit << Gibibit << Tebibit
Enheden Gibibit er tæt relateret til Gigabit = 109 bit.